# Коржова, Татьяна Петровна
Татьяна Петровна Коржова (15 ноября 1987) — российская футболистка и игрок в мини-футбол, выступающая на всех позициях в поле. Бронзовый призёр чемпионата Европы по мини-футболу (2019). Мастер спорта России международного класса (2014).

## Биография
В большом футболе выступала в юном возрасте за московское «Чертаново». В сезоне 2005 года провела 7 матчей в высшем дивизионе России. Включалась в заявку на позиции нападающей.
Более десяти лет выступает в мини-футболе на позиции защитника и нападающего за клуб «Снежана»/«Спартак-Котельники» (Люберцы), была капитаном команды. Становилась серебряным (2010/11) и бронзовым (2011/12, 2014/15) призёром чемпионата; обладательницей (2016/17) и финалисткой (2013/14) Кубка России. Признана лучшим игроком Кубка России 2016/17. Сыграла не менее 246 матчей в высшем дивизионе России и по состоянию на конец сезона 2019/20 занимает третье место в истории лиги по числу матчей.
По меньшей мере с 2012 года выступала в сборную России по мини-футболу. В 2015 году участвовала в неофициальном чемпионате мира в Гватемале, стала серебряным призёром. По состоянию на 2015 год была лучшим бомбардиром сборной. В 2018—2019 годах сыграла не менее 5 матчей и забила не менее 1 гола в официальных турнирах (статистика не полна).
На чемпионате Европы 2019 года в Португалии сыграла в обоих матчах российской команды и стала бронзовым призёром.